# Erika Burtscher

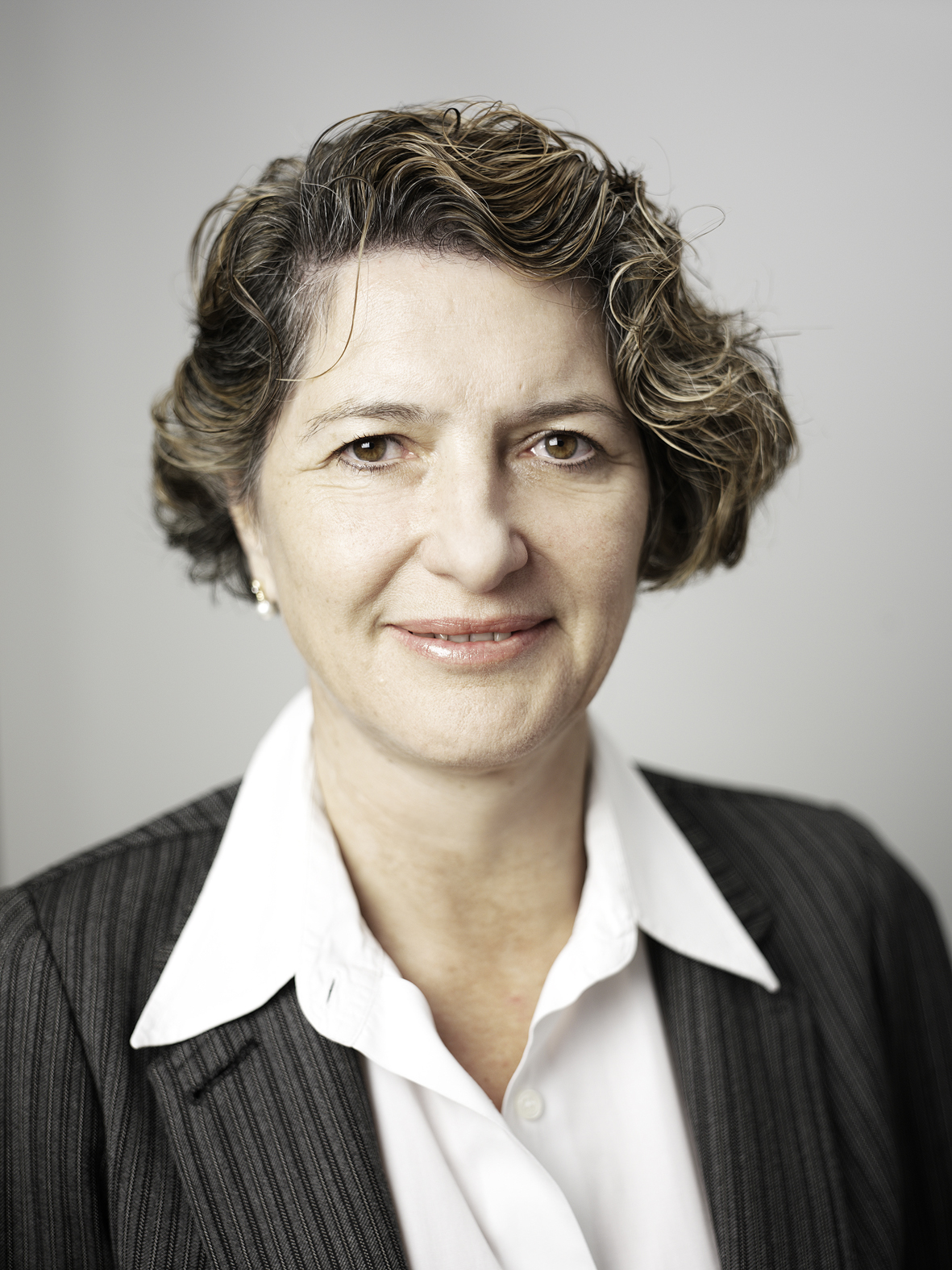
Erika Burtscher (2010)

Erika Burtscher (* 9. Dezember 1956 in Rio de Janeiro, Brasilien; geborene Erika Spiegel) ist eine österreichische Politikerin (ÖVP) und Lehrerin. Burtscher war von 2004 bis 2014 Abgeordnete zum Vorarlberger Landtag.
Sie lebt in Feldkirch, ist verheiratet mit dem ehemaligen ORF-Landesdirektor Wolfgang Burtscher und Mutter von drei Kindern.

## Ausbildung und Beruf
Erika Burtscher kam am 9. Dezember 1956 in Rio de Janeiro in Brasilien zur Welt. Sie besuchte die erste Klasse der Volksschule in Dornbirn, ehe die Familie abermals nach Südamerika umzog. In Caracas, der Hauptstadt Venezuelas, absolvierte sie in der Folge die restliche Schulzeit in der Volks- und Hauptschule sowie am Gymnasium. Mit Beginn der 7. Klasse, also mit 17 Jahren, zog Erika Burtscher wieder zurück nach Vorarlberg und besuchte das Bundesoberstufenrealgymnasium Feldkirch, wo sie schließlich im Jahr 1977 auch maturierte. Direkt im Anschluss daran begann sie an der Pädagogischen Akademie in Feldkirch ab 1978 die Ausbildung zur Hauptschullehrerin für die Unterrichtsfächer Mathematik und Sport.
Ab dem Jahr 1981 unterrichtete Erika Burtscher an der Hauptschule sowie am Pädagogischen Zentrum in Klaus. Von 1985 bis 1989 war sie karenziert und bekam in dieser Zeit drei Kinder. Den beruflichen Wiedereinstieg schaffte Burtscher im Jahr 1989 als technische Angestellte in einem Architekturbüro. Ab dem Jahr 2000 widmete sie sich ihrer politischen Tätigkeit als Feldkircher Vizebürgermeisterin hauptberuflich.

## Politischer Werdegang
Burtscher ist seit 1995 Mitglied der Stadtvertretung von Feldkirch und wurde 1997 zur Stadträtin gewählt. Ab dem Jahr 2000 übte sie zudem das Amt der Vizebürgermeisterin Feldkirchs aus und betreute dabei die Ressorts Jugend, Musikschule sowie Sport und Sportstätten. Nachdem Burtscher ab dem 20. Oktober 2004 die ÖVP im Vorarlberger Landtag vertrat, übernahm sie die Funktion der Bereichssprecherin für Kinderbetreuung und Kindergärten im ÖVP-Landtagsklub. Bei der Landtagswahl 2009 kandidierte Burtscher auf Platz 14 der ÖVP-Landesliste.
Während des Krankenstands des Feldkircher Bürgermeisters Wilfried Berchtold vertrat sie diesen vom 4. Oktober 2010 bis zum 7. Dezember 2010 als amtsführende Feldkircher Bürgermeisterin. Nach der Landtagswahl 2014 schied Erika Burtscher aus dem Landtag aus. Auch aus der Kommunalpolitik verabschiedete sich Erika Burtscher im Rahmen der ein Jahr darauf folgenden Gemeindevertretungs- und Bürgermeisterwahl 2015.